# Blonde and Blonder
Blonde and Blonder is een film uit 2007 onder regie van Dean Hamilton.

## Verhaal
Dee Twiddle en Dawn St. Dom zijn twee prachtige dames die elkaar ontmoeten in de cockpit van een neerstortend vliegtuig. Het lukt de twee, zonder enige ervaring, toch het vliegtuig te redden. Sindsdien zijn ze de beste vriendinnen. Samen raken ze echter bij toeval betrokken in het leventje van de maffia.

## Rolverdeling
- Pamela Anderson als Dee Twiddle
- Denise Richards als Dawn St. Dom
- Emmanuelle Vaugier als The Cat
- Meghan Ory als The Kit
- Byron Mann als Mr. Wong
- John Farley als Swan
- Kevin P. Farley als Leo